# Polygala berlandieri
Polygala berlandieri är en jungfrulinsväxtart som beskrevs av S. Wats.. Polygala berlandieri ingår i släktet jungfrulinssläktet, och familjen jungfrulinsväxter. Inga underarter finns listade i Catalogue of Life.